# 蘇多馬河
57°31′58″N 29°55′35″E / 57.53278°N 29.92639°E
蘇多馬河（俄语：Судома），是俄羅斯的河流，位於該國西部普斯科夫州，屬於舍隆河的左支流，處於伊爾門湖集水區，河道全長65公里，流域面積480平方公里。